# Pierre Cressoy
Pierre Cressoy, all'anagrafe Pierre Cresson (Vendôme, 25 marzo 1924 – Gorbio, 31 ottobre 1980), è stato un attore francese.
Talvolta accreditato con gli pseudonimi anglicizzati di Peter Cabot e Peter Cross, è stato interprete di numerosi film di rilievo, molti dei quali di carattere storico e peplum. A metà degli anni sessanta è apparso in diversi western all'italiana.

## Biografia
Debuttò nel cinema nel 1948 ne La Dernière chevauchée, di Léon Mathot. Ma in seguito, non ricevendo proposte interessanti, decise di trasferirsi in Italia, dove ebbe modo di lavorare in diverse produzioni (o coproduzioni) dei cosiddetti film di genere, soprattutto peplum e spaghetti western.
Nel 1953 comparve in ben otto pellicole, ma anche qui relegato a ruolo di comprimario. In alcune occasioni ottenne parti da protagonista, fra cui in titoli biografici come Giuseppe Verdi di Raffaello Matarazzo oppure Melodie immortali di Giacomo Gentilomo, entrambi del 1953, e in drammi come Una donna libera, di Vittorio Cottafavi, del 1954.
Il suo ultimo film fu Pianeta Venere, diretto da Elda Tattoli su sceneggiatura di Marco Bellocchio, girato nel 1974.
Laureato in medicina, morì di tumore all'età di cinquantasei anni.

## Filmografia

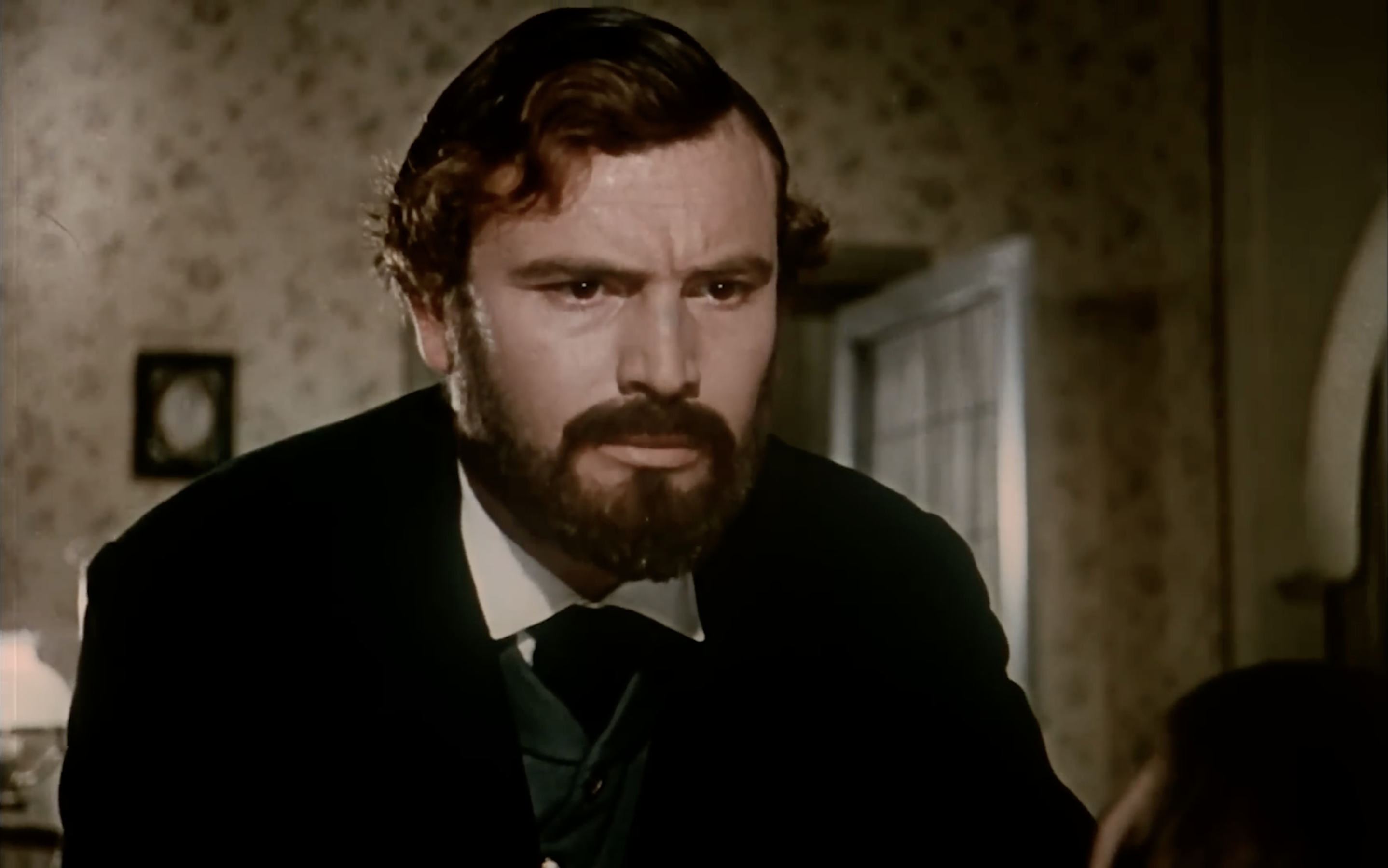
Pierre Cressoy in Giuseppe Verdi (1953)

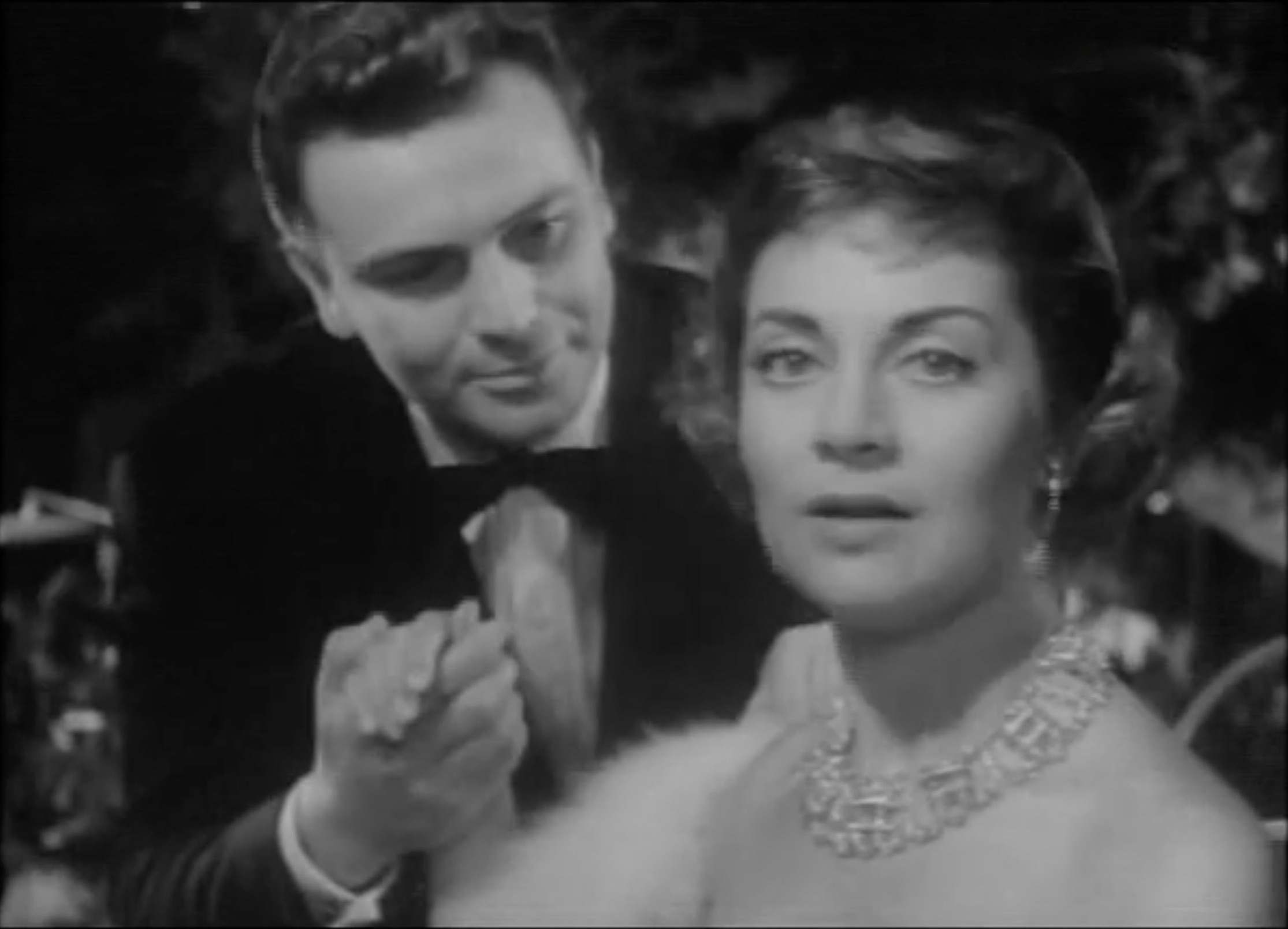
Pierre Cressoy con Françoise Christophe in Una donna libera (1954)

Pierre Cressoy in Coriolano, eroe senza patria (1964)

- La Dernière chevauchée, regia di Léon Mathot (1947)
- Le Dolmen tragique, regia di Leon Mathot (1948)
- Mademoiselle de la Ferté, regia di Roger Dallier (1949)
- Au grand balcon, regia di Henri Decoin (1949)
- Le Grand cirque, regia di Georges Péclet (1950)
- Banco de Prince, regia di Michel Dulud (1950)
- Caroline chérie, regia di Richard Pottier (1951)
- Duel à Dakar, regia di Georges Combret (1952)
- A fil di spada, regia di Carlo Ludovico Bragaglia (1952)
- Per salvarti ho peccato, regia di Mario Costa (1953)
- Le compagne della notte (Les Compagnes de la nuit), regia di Ralph Habib (1953)
- Melodie immortali, regia di Giacomo Gentilomo (1953)
- I sette dell'Orsa maggiore, regia di Duilio Coletti (1953)
- Le infedeli, regia di Mario Monicelli, Steno (1953)
- La guerra dei mondi (The War of the Worlds), regia di Byron Haskin (1953)
- Il sacco di Roma, regia di Ferruccio Cerio (1953)
- Frine, cortigiana d'Oriente, regia di Mario Bonnard (1953)
- Giuseppe Verdi, regia di Raffaello Matarazzo (1953)
- Guai ai vinti, regia di Raffaello Matarazzo (1954)
- Il prigioniero del re, regia di Giorgio Venturini (1954)
- Tradita, regia di Mario Bonnard (1954)
- L'ombra, regia di Giorgio Bianchi (1954)
- Una donna libera, regia di Vittorio Cottafavi (1954)
- Il prezzo della gloria, regia di Antonio Musu (1955)
- Gli ultimi cinque minuti, regia di Giuseppe Amato (1955)
- Walk Into Paradise, regia di Lee Robinson, Marcello Pagliero (1956)
- La chiamavan Capinera..., regia di Piero Regnoli (1957)
- Le belle dell'aria, regia di Mario Costa e Eduardo Manzanos Brochero (1957)
- El Alamein, regia di Guido Malatesta (1958)
- Le donne ci tengono assai, regia di Antonio Amendola (1959)
- Il cavaliere del castello maledetto, regia di Mario Costa (1959)
- Vacanze d'inverno, regia di Camillo Mastrocinque (1959)
- Caterina Sforza, la leonessa di Romagna, regia di Giorgio Walter Chili (1959)
- David e Golia, regia di Ferdinando Baldi e Richard Pottier (1960)
- Caccia al marito, regia di Marino Girolami (1960)
- I mongoli, regia di Leopoldo Savona, Riccardo Freda (1961)
- Marco Polo, regia di Piero Pierotti (1962)
- Coriolano, eroe senza patria, regia di Giorgio Ferroni (1964)
- Il leone di Tebe, regia di Giorgio Ferroni (1964)
- Il trionfo di Ercole, regia di Alberto De Martino (1964)
- Sansone e il tesoro degli Incas, regia di Piero Pierotti (1964)
- I pirati della Malesia, regia di Umberto Lenzi (1964)
- Un dollaro bucato, regia di Giorgio Ferroni (1965)
- Adiós gringo, regia di Giorgio Stegani (1965)
- Squillo, regia di Mario Sabatini (1965)
- Navajo Joe, regia di Sergio Corbucci (1966)
- Eros e Thanatos, regia di Marino Girolami (1969)
- I tulipani di Haarlem, regia di Franco Brusati (1970)
- L'arciere di fuoco, regia di Giorgio Ferroni (1970)
- Pianeta Venere, regia di Elda Tattoli (1974)

## Doppiatori italiani
- Gualtiero De Angelis in Per salvarti ho peccato, Melodie immortali, Frine, cortigiana d'Oriente, Giuseppe Verdi, Tradita, L'ombra, Il prezzo della gloria
- Pino Locchi in David e Golia, Caccia al marito, Coriolano eroe senza patria, Il leone di Tebe, I pirati della Malesia
- Nando Gazzolo in Sansone e il tesoro degli Incas, Un dollaro bucato
- Emilio Cigoli in A fil di spada, Le infedeli
- Otello Toso in Una donna libera
- Stefano Sibaldi in Vacanze d'inverno
- Aldo Giuffré in Navajo Joe
- Bruno Persa in Adiós gringo
- Sergio Tedesco in L'arciere di fuoco
- Arturo Dominici in Marco Polo
- Riccardo Cucciolla in Il trionfo di Ercole
- Luciano De Ambrosis in I tulipani di Haarlem
- Renato Izzo in Il cavaliere del castello maledetto